# John Sewell
John Sewell (Half Morton, Dumfriesshire, Escòcia, 23 d'abril de 1882 – Cambridge, Cambridgeshire, 18 de juliol de 1947) va ser un esportista escocès que va competir a començaments del segle xx. Especialista en el joc d'estirar la corda, guanyà dues medalles en els dos Jocs Olímpics que disputà. El 1912, a Estocolm, guanyà la medalla de plata formant part de l'equip de la Policia de Londres; mentre el 1920, a Anvers, guanyà la d'or.